# سارة فيليبس (دراجة)
سارة فيليبس (بالإنجليزية: Sarah Phillips) هي دراجة بريطانية، ولدت في 3 يوليو 1967 في ستونهيفن في المملكة المتحدة.

## وصلات خارجية
- سارة فيليبس على موقع إحصائيات الدراجات الإحترافية (الإنجليزية)
- سارة فيليبس على موقع أوليمبيديا (الإنجليزية)
- سارة فيليبس على موقع اللجنة الأولمبية البريطانية (الإنجليزية)